# Гомила (структура података)
Гомила (бинарна) је структура података коју чине листе објекта коју можемо гледати као на скоро комплетно бинарно стабло. Сваки чвор у стаблу одговара редном броју елемената у листи. Сваки ниво стабла је потпуно попуњен изузев најнижег левог подстабла.Јер се елементи и стабло убацују са лева на десне тј. прво се попуњава лево подстабло, па онда десно подстабло.
Родитељ мора бити већи или једнаки од свог детета.

## Карактеристике гомиле
Листа која представља гомилу је објекат који има две особине:
1. Дужину (length) која враћа број елемената у листи
2. Величина гомиле (heap-size) koja показује колико елемената у низу су сортирани у листи

Чвор у стаблу је први елемент листе (и = 1) где и означавамо као индекс елемената у листи. Лево дете добијамо формулом 2*и. Десно дете добијамо формулом 2*и+1.
За све елементе у гомили важи правило 0 <= A.heap-size <= A.length.

## Операције над гомилом

### Брисање из гомиле
Функција која омогућава брисање елемената из гомиле.

### Убациванје у гомилу
Функција која омогућава убацивање елемената у гомилу.

### Max-Heapify
Функција која прави да сваки чвор мора да сваки родитељ у стаблу мора бити већи или једнаки детету.

### Build-Max heap
Функција која прави не растућу гомилу од не сортираног низа.

### Heap property
Је правило на коме је заснована гомила као структура података. И по овом правилу родитељ мора бити већи или једнаки детету.
Да би смо одржали

#### Сложеност функција
| Функција            | Најбољи случај | Најгори случај |
| ------------------- | -------------- | -------------- |
| Build-Max heap      | О(n)           | О(n)           |
| Max-Heapify         | О(logn)        | О(logn)        |
| Убациванје у гомилу | О(logn)        | О(logn)        |
| Брисање из гомиле   | О(logn)        | О(logn)        |
| Наћи мин            | О(1)           | О(1)           |
| Наћи макс           | О(1)           | О(1)           |

## Одржавање Max heap property
Да би смо могли да одржавамо Max heap property, ми морамо да позивамо функцију Max-Heapify. Функцији прослеђујемо листу и индекс елемената који се налази у листи. Када се позива Max-Heapify за одређени чвор, функција претпоставља да су леви и десни лист чвора Max-Heap, али и да њихов родитељ може бити маљи од своје деце. И ово крши правило маx heap property. Ако се ово деси Max-Heapify омогићава да родитељ у стаблу замени место и индекс са највећим дететом. Посто смо заменили родитеља са дететом, сад морамо да проверимо да ли нарушавамо heap property и том (левом или десном) подстаблу сад рекурзивно позивамо функцију Max-Heapify у том подстаблу да би смо одржавали Max heap property.
Псеудо код
```
Max-Heapify(A, i)
```

```
l=Left(i)
```

```
r=Right(i)
```

```
if l <=A.heap-size and A[l]>A[i]
```

```
largest = l
```

```
else largest = i
```

```
if r<=A.heap-size and A[r]>A[largest]
```

```
largest = r
```

```
if largest ≠ i
```

```
excange A[i] with largest 
```

```
Max-Heapify(A, largest)
```

## Направити гомилу
Користимо процедуру Max-Heapify да би смо од листе дужине n направили маx-неаp. Процедура Build-Max heap пролази кроз све чворове стабла и за сваки чвор позива функцију Max-Heapify.
Псеудо код
```
Build-Max heap(А)
```

```
A.heap-size = A.length
```

```
for i = [A.length/2] downto 1
```

```
Max-Heapify(A, i)
```

## Врсте гомила
Имамо две врсте гомила max-heaps и min-heaps. И у оба случаја мора бити задовољен Heap property. Само сто код max-heap родитељ је већи или једнак детету. И код max-heap највећи чвор је на врху стабла. А код min-heap родитељ је мањи или једнак детету. И најмањи чвор је на самом врху стабла.

## Алгоритам за сортирање
Алгоритам за сортирање гомила зове се Heap Sort и његова сложеност је О(nlogn).

Псеудо код
```
BuildMax-Heap(A)
```

```
for i = A.length downto 2
```

```
exchange A[1] with A[i]
```

```
A.heap-size = A.heap-size-1
```

```
MAX-HEAPIFY(A,1)
```